# Pachysticus nigrofasciatus
Pachysticus nigrofasciatus là một loài bọ cánh cứng trong họ Cerambycidae.